# Fußball-Weltmeisterschaft 1954/England
Dieser Artikel behandelt die englische Fußballnationalmannschaft bei der Fußball-Weltmeisterschaft 1954.

## Qualifikation
Die Gruppe war auch die British Home Championship 1953/54.
| Wales      | - | England    | 1:4 | Allchurch 22' / Wilshaw 45' 49', Lofthouse 52' 53'                      |
| England    | - | Nordirland | 3:1 | Hassall 10' 60', Lofthouse 75' / McMorran 54'                           |
| Schottland | - | England    | 2:4 | Brown 7', Ormond 89' / Broadis 13', Nicholls 50', Allen 68', Mullen 83' |

## Englisches Aufgebot
| Nr.               | Name                | Verein vor WM-Beginn    | Geburtstag | Spiele   | Tore     | Platzverweise |          |
| Torhüter          | Torhüter            | Torhüter                | Torhüter   | Torhüter | Torhüter | Torhüter      | Torhüter |
| ----------------- | ------------------- | ----------------------- | ---------- | -------- | -------- | ------------- | -------- |
| 1                 | Gil Merrick         | Birmingham City         | 26.01.1922 | 3        | 0        | 0             |          |
| 12                | Ted Burgin          | Sheffield United        | 29.04.1927 | 0        | 0        | 0             |          |
| Abwehrspieler     |                     |                         |            |          |          |               |          |
| 2                 | Ron Staniforth      | Huddersfield Town       | 13.04.1924 | 3        | 0        | 0             |          |
| 3                 | Roger Byrne         | Manchester United       | 08.02.1929 | 3        | 0        | 0             |          |
| 4                 | Billy Wright        | Wolverhampton Wanderers | 06.02.1924 | 3        | 0        | 0             |          |
| 13                | Ken Green           | Birmingham City         | 27.04.1924 | 0        | 0        | 0             |          |
| 18                | Allenby Chilton     | Manchester United       | 16.09.1918 | 0        | 0        | 0             |          |
| Mittelfeldspieler |                     |                         |            |          |          |               |          |
| 5                 | Syd Owen            | Luton Town              | 29.09.1922 | 1        | 0        | 0             |          |
| 6                 | Jimmy Dickinson     | FC Portsmouth           | 24.04.1925 | 3        | 0        | 0             |          |
| 14                | Bill McGarry        | Huddersfield Town       | 10.06.1927 | 2        | 0        | 0             |          |
| 16                | Albert Quixall      | Sheffield Wednesday     | 09.08.1933 | 0        | 0        | 0             |          |
| 19                | Ken Armstrong       | FC Chelsea              | 03.06.1924 | 0        | 0        | 0             |          |
| 21                | Johnny Haynes       | FC Fulham               | 17.10.1934 | 0        | 0        | 0             |          |
| Stürmer           |                     |                         |            |          |          |               |          |
| 7                 | Stanley Matthews    | FC Blackpool            | 01.02.1915 | 2        | 0        | 0             |          |
| 8                 | Ivor Broadis        | Newcastle United        | 18.12.1922 | 3        | 2        | 0             |          |
| 9                 | Nat Lofthouse       | Bolton Wanderers        | 27.08.1925 | 2        | 3        | 0             |          |
| 10                | Tommy Taylor        | Manchester United       | 29.01.1932 | 2        | 0        | 0             |          |
| 11                | Tom Finney          | Preston North End       | 05.04.1922 | 3        | 1        | 0             |          |
| 15                | Dennis Wilshaw      | Wolverhampton Wanderers | 11.03.1926 | 2        | 1        | 0             |          |
| 17                | Jimmy Mullen        | Wolverhampton Wanderers | 06.01.1923 | 1        | 1        | 0             |          |
| 20                | Bedford Jezzard     | FC Fulham               | 19.10.1927 | 0        | 0        | 0             |          |
| 22                | Harry Hooper        | West Ham United         | 14.06.1933 | 0        | 0        | 0             |          |
| Trainer           |                     |                         |            |          |          |               |          |
|                   | Walter Winterbottom |                         | 31.03.1913 |          |          |               |          |

*Nur 17 Spieler des 22-köpfigen Aufgebots reisten in die Schweiz, Ken Armstrong, Allenby Chilton, Johnny Haynes, Harry Hooper und Bedford Jezzard blieben auf Abruf zu Hause. Es kam zu keiner Nachnominierung.

## Spiele der englischen Mannschaft

### Vorrunde
- England –  Belgien 4:4 n. V. (3:3, 2:1)

Stadion: St. Jakob-Stadion (Basel)
Zuschauer: 40.000
Schiedsrichter: Schmetzer (Deutschland)
Tore: 0:1 Anoul (5.), 1:1 Broadis (26.), 2:1 Lofthouse (36.), 3:1 Broadis (63.), 3:2 Coppens (67.), 3:3 Anoul (73.), 4:3 Lofthouse (91.), 4:4 Dickinson (94.) ET
- England –  Schweiz 2:0 (1:0)

Stadion: Wankdorfstadion (Bern)
Zuschauer: 50.000
Schiedsrichter: Zsolt (Ungarn)
Tore: 1:0 Mullen (43.), 2:0 Wilshaw (69.)
Spannend ging es in der Gruppe IV zu. England reichte ein 4:4 n. V. gegen Belgien und das 2:0 über die Schweiz, die wiederum Italien mit 2:1 besiegte. Da Italien aber die Belgier mit 4:1 ausschaltete, mussten die Eidgenossen und die Azzurri ins Entscheidungsspiel. Die Gastgeber siegten in Basel überzeugend mit 4:1 über die südlichen Nachbarn.

### Viertelfinale
| 35.000 | St. Jakob-Stadion (Basel) | Uruguay | England | Steiner (Österreich) | 4:2 (2:1) | 1:0 Borges (5.) 1:1 Lofthouse (16.) 2:1 Varela (39.) 3:1 Schiaffino (46.) 3:2 Finney (67.) 4:2 Ambrois (78.) |

Weltmeister Uruguay traf im nächsten Spiel auf England, das mit seiner altbackenen Spielweise den technisch versierten Urus mit 2:4 unterlag. Trotz Spielern wie Matthews, Wright und Lofthouse zeigte es sich, dass das Mutterland des Fußballs nicht auf dem neuesten Stand der Dinge war.